# 前田利孝
前田利孝（日语：／ Maeda Toshitaka，1594年—1637年7月25日）是安土桃山時代至江戶時代初期的武將、大名。上野國七日市藩初代藩主。父親是前田利家。

## 生平
在文祿3年（1594年）出生，家中五男。在父親利家死後，兄長利長被德川家康和本多正信懷疑計劃暗殺家康，為了證明清白，於是與利長的生母芳春院一同以人質身份被送到江戶，並渡過幼年時期。在大坂之陣中，以德川軍的身份參戰，並立下武功，於是在元和2年（1616年）12月26日，被賜予七日市1萬石所領。
在寬永14年（1637年）6月4日死去。享年44歲。繼承人是兒子利意。七日市藩領作為在加賀的前田本家前往參勤交代的中轉站，有重要地位。

## 外部連結
- 前田家七日市支藩系図